# 洛杉矶文化艺术广场
洛杉矶文化艺术广场（英語：LA Plaza De Cultura Y Artes），又称洛杉矶广场，是美国加利福尼亚州洛杉矶第一個美籍墨西哥裔的博物馆和文化中心，于2011年4月开业。该博物馆包含由体验设计专家Tali Krakowsky设计的互动展览，例如重建1920年代的主街（Main Street）。博物馆汇集了洛杉矶和南加州墨西哥人，美籍墨西哥裔以及所有拉丁裔的历史、文化、价值观和传统的故事。博物馆提供展览，教育节目和公共节目。
博物馆位于洛杉矶历史街区（El Pueblo de Los Angeles）奥维拉（Olvera）街附近，緊邻圣母教堂（La Iglesia de Nuestra Señora Reinade los Angeles）。
洛杉矶文化艺术广场为洛杉矶县所拥有，该县还拥有洛杉矶郡艺术博物馆。在成立一段时间后，曾面临财务困境，2017年捐款和赠款预计将超过350万美元。

## 历史

### 建立
洛杉矶县监督员格洛丽亚·莫利纳（Gloria Molina）被洛杉矶时报称为「该项目最早的支持者之一，被普遍认为是实现这一目标最主要负责人」。项目的部分经费由莫利纳所在县自由支配基金提供。该中心由Chu + Gooding Architects公司设计，占地2.2英亩（0.89公顷），造价5400万美元，运营预算85万美元。 
2009年12月，广场大厦（Plaza House）和维克瑞-普鲁斯维格（Vickrey-Brunswig）大楼的外部和核心的修复工作完成。洛杉矶文化艺术广场（La Plaza de Cultura y Artes）基金会完成了对这两栋建筑的租赁改进，2010年10月，将行政办公室搬迁到维克瑞-普鲁斯维格大楼的第五层。
2010年10月，在挖掘建造一个户外花园走道和喷泉的过程中，从一座古老的墓地发现了人类遗骸。社区考虑到可能是美洲原住民遗骸以及考古处理不当，2011年1月停止施工。在停工之前，有118具尸体被移到了洛杉矶县自然历史博物馆。参考Sapphos Environmental公司出具的环境影响报告，格洛丽亚·莫利纳（Gloria Molina）说：「如果他们做得更好，我们就不会遇到这种情况。」

## 运营
在文化中心附近一个价值1.35亿美元的开发项目包括341套公寓，商店和社区设施，为洛杉矶文化艺术广场（LA Plaza de Cultura y Artes）的非营利基金会提供资金。这个项目于2014年获得批准，并与县监事会达成协议，将该地段1美元租给基金会，然后由基金会转租给开发商。该开发区有两个公共停车场，县政府不再从中获取收入，但从开发项目中征收地产税。
该项目包括面向春（Spring）街的步行街拱廊，其中包括通往LA Plaza Paseo的显眼通道，将连接到洛杉矶广场（LA Plaza）和联合车站 （Union Station）。这种布局便于步行进入希尔（Hill）街的摩尔堡（Fort Moore）和大公园（Grand Park）。通过这个项目，洛杉矶市中心的复兴看来正在扩张到联合车站和奥尔维拉街周围地区。

## 外部連結
- 南加多所博物館免費開放 （页面存档备份，存于）
- 奥维拉街|洛杉矶老城的墨西哥风情 （页面存档备份，存于）